# Лісовиці (Лодзький-Східний повіт)
Лісовиці (пол. Lisowice) — село в Польщі, у гміні Колюшки Лодзький-Східного повіту Лодзинського воєводства.
Населення — 172 особи (2011).
У 1975-1998 роках село належало до Пйотрковського воєводства.

## Демографія
Демографічна структура станом на 31 березня 2011 року:
|          | Загалом | Допрацездатний вік | Працездатний вік | Постпрацездатний вік |
| -------- | ------- | ------------------ | ---------------- | -------------------- |
| Чоловіки | 62      | 11                 | 46               | 5                    |
| Жінки    | 110     | 13                 | 60               | 37                   |
| Разом    | 172     | 24                 | 106              | 42                   |